# Лутхуби
Лутхуби (груз. ლუთხუბი) — село в Грузии, в муниципалитете Душети края Мцхета-Мтианети. 

## География
Село расположено в северной части края, в 63 километрах по прямой к северо-востоку от центра муниципалитета Душети. Высота центра — 1440 метров над уровнем моря.

## Население
По данным переписи населения 2014 года, в селе проживало 23 человека.
| Год  | Население | Мужчины | Женщины |
| ---- | --------- | ------- | ------- |
| 1926 | 171       | 88      | 83      |
| 2002 | 80        |         |         |
| 2014 | 23        |         |         |